# Daewoo Leganza
La Daewoo Leganza è una berlina di segmento D prodotta dalla casa automobilistica coreana Daewoo dal 1997 al 2002.
Il nome Leganza è la combinazione di due parole italiane: "elegante" e "forza".

## Contesto generale
La Leganza rientra nei progetti Daewoo della serie “x100” sviluppati in modo indipendente all’inizio degli anni novanta destinati a sostituire tutte le precedente autovetture della casa coreana basate su tecnologie e su telai di origine General Motors-Opel. Nel caso della Leganza la vettura raccoglie l’eredità sia della Daewoo Espero che della famiglia di ammiraglie Daewoo Prince. A capo del reparto ingegneria della Daewoo venne nominato all’epoca Ulrich Bez, noto per la sua esperienza presso Porsche e BMW. Il codice “x100” variava in base ai modelli e alla Leganza venne attribuito il numero progettuale V100 (gli altri modelli erano T100 la Lanos, J100 la Nubira e M100 la piccola Matiz).
Lo sviluppo delle vetture "x100" inoltre ha coinvolto numerosi fornitori sia per quanto riguarda il design finale delle autovetture che per la parte ingegneristica. 
Lo sviluppo del progetto V100 è iniziato alla fine del 1993 ed è durato 30 mesi; la casa investì circa 500 milioni di dollari. Il design venne affidato alla ItalDesign di Giorgetto Giugiaro e dopo solo tre mesi, nella primavera del 1994, lo stile finale venne già approvato dai vertici della casa coreana. Giugiaro si ispiró alla propria concept car Jaguar Kensington del 1990 e ad alcune proposte di stile della Lexus GS risalente 1991 adattate ad un corpo vettura a trazione anteriore e introducendo alcuni dettagli caratteristici del family feeling Daewoo come la calandra ovale con vari listelli cromati e i fanali dalla forma circolare.
Gran parte dello sviluppo ingegneristico avvenne nei centri di ricerca e sviluppo Daewoo in Corea del Sud, a Worthing e a Monaco. Nel maggio del 1995 iniziarono ad essere collaudati i primi prototipi e nel febbraio del 1997 la vettura era pronta per la messa in produzione.
Venne lanciata in Europa e in Italia nell’autunno del 1997: la versione SX aveva di serie doppio airbag, ABS, climatizzatore manuale, stereo, cerchi in lega, vernice metallizzata. Sulla CDX vi erano inoltre gli interni in pelle, finiture in radica, climatizzatore automatico, controllo di trazione, caricatore automatico CD, allarme e cruise control.
L’anno successivo venne lanciata anche in Nord America diventando la prima vettura della casa coreana ad essere venduta sul continente americano, per poi essere seguita dall'utilitaria Lanos e dalla compatta Nubira; Daewoo si ritirerà poi dal mercato Nordamericano nel 2002 per problemi finanziari in patria dovuti alla crisi finanziaria asiatica.

## Motori
| Modello | Disponibilità | Motore  | Cilindrata | Potenza                      | Coppia Massima   | Emissioni CO2 (g/Km) | 0–100 km/h (secondi) | Velocità max (Km/h) |
| 1.8     | 1997-2002     | Benzina | 1796       | 66/70 Kw (90/95 Cv)          | 31/145 (Nm)      | n.d                  | 13,5                 | 180                 |
| 2.0     | 1997-2002     | Benzina | 1998       | 85/93/98 Kw (115/126/133 Cv) | 170/180/184 (Nm) | n.d                  | 12,2/10,2 (12,5)     | 187/206             |
| 2.2     | 1999-2002     | Benzina | 2198       | 98/100 Kw (133/136 Cv)       | 191/200 (Nm)     | n.d                  | 9.9 (11,9)           | 207                 |

NOTA: i dati fra parentesi intendono i veicoli con cambio automatico